# Fruit fool
Il fruit fool, a volte abbreviato fool, è un dolce inglese a base di frutta (solitamente frutti di bosco o di stagione), crema pasticcera o panna montata, liquore e ingredienti a piacere come, ad esempio, l'acqua di rose e il rabarbaro.

## Etimologia
Non è chiaro il perché la parola fool indichi il dolce. Diversi autori hanno ricondotto il lemma al francese fouler, che indica l'atto di spremere l'uva per ricavarne il vino. Tuttavia, l'Oxford English Dictionary ritiene tale interpretazione priva di fondamento e incoerente.

## Storia
Sebbene nel Great British Cooking: A Wellkept Secret di Jane Garney le origini del fool a base di uva spina vengano ricondotte al XV secolo, e venga documentata l'esistenza di un foole a base di "clouted creame" in un tomo del 1598, la prima vera ricetta del fruit fool sembra risalire alla metà del XVII secolo, come conferma il Compleat book (1658), scritto da un autore anonimo. In passato, il termine trifle identificava sia il fruit fool che il noto dolce a base di crema pasticcera e savoiardi. La versione più nota e apprezzata del fruit fool è il cosiddetto blackberry fool (fool con uva spina).

## Varianti
Esiste un dolce simile al fruit fool e che ricorda il pudding di pane e burro che prende il nome di Norfolk Fool, in cui il pane sostituisce la frutta.